# 12″ морское орудие Mark VIII

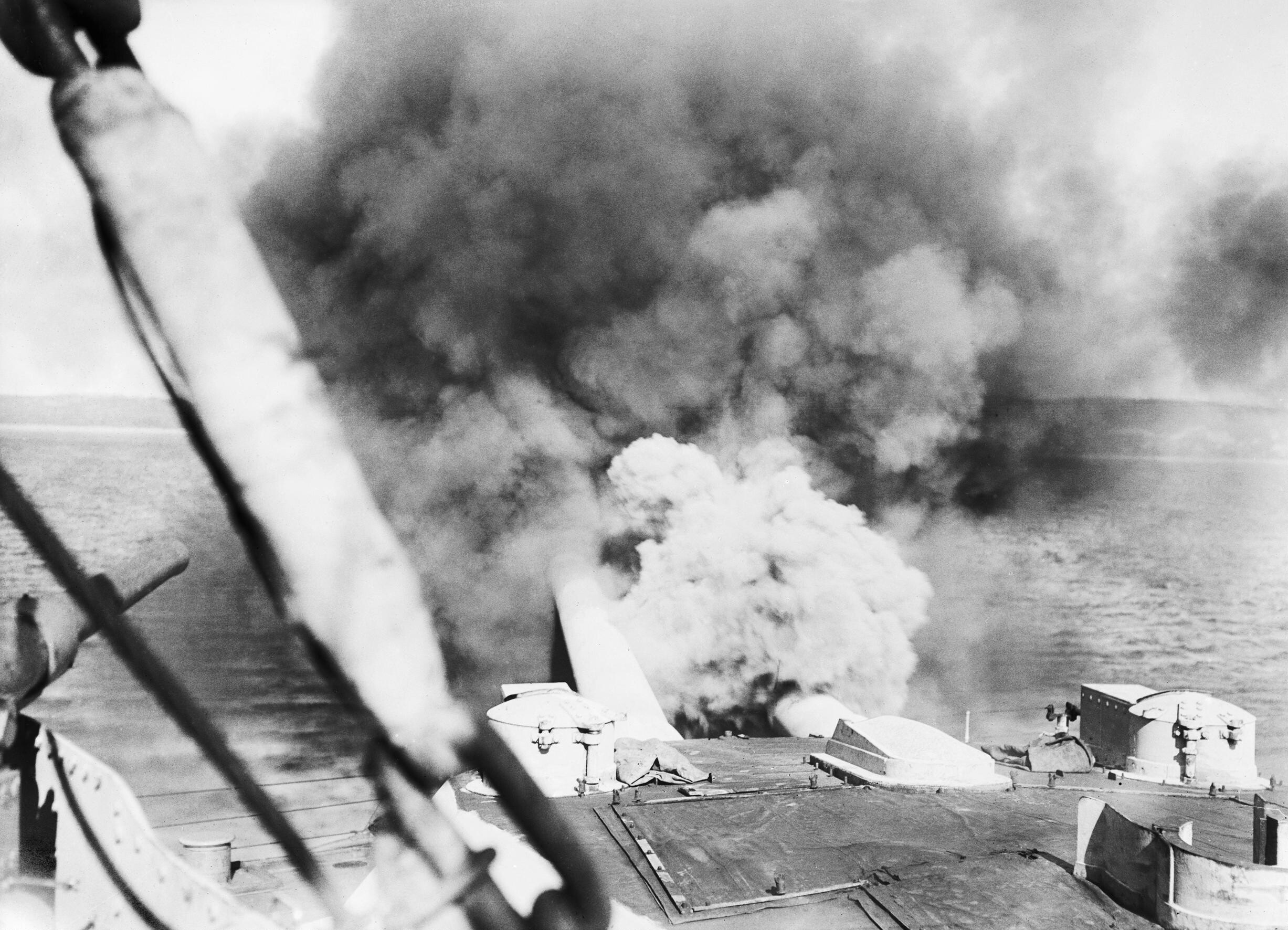
HMS Canopus обстреливает турецкие укрепления, март 1915

12-дюймовая морская пушка Mk VIII — английское корабельное орудие калибра 12 дюймов (304,8 мм). Орудие было разработано в 1895 г. фирмой «Армстронг-Уитворт». Орудиями типа Mark VIII вооружались броненосцы типов «Маджестик» и «Канопус».

## Конструкция орудия
Канал ствола орудия имел длину 35 калибров (от затвора до дульного среза) или 10800 мм. Вес снарядов — 385,6 кг, вес заряда 95,7 кг (71,8 кг облегчённый). Орудия на «Маджестике» заряжались на любом угле поворота башни, но на фиксированном угле вертикального наведения +13,5°. Цикл одного выстрела — 45 сек.